# Thomas Binkley
Thomas Binkley (Cleveland, Ohio, 26 de diciembre de 1931-Bloomington, Indiana, 28 de abril de 1995) fue un laudista y erudito de música antigua.
Thomas Eden Binkley estudió en la Universidad de Illinois (BM. 1956, PhD. 1959) y la Universidad de Múnich (1957-58). Enseñó en la Schola Cantorum Basiliensis en Basilea (1973-77). Luego fue director fundador del Instituto de Música Antigua de la Universidad de Indiana en Bloomington, Indiana desde 1979 hasta su muerte de cáncer, a los 63 años.
Durante veinte años (1960-1980) dirigió el Studio der frühen Musik de Múnich con Andrea von Ramm (1928-99) y Sterling Jones, produciendo una amplia discografía de música medieval.
Binkley fue artista de EMI Electrola en los primeros años de la serie EMI Reflexe en Alemania. Las distintivas portadas dalinianas de la serie fueron diseñados por Roberto Patelli (nacido en 1925) un artista gráfico italiano residente en Colonia.